# Escaphiella viquezi
Espèce
Escaphiella viquezi est une espèce d'araignées aranéomorphes de la famille des Oonopidae.

## Distribution
Cette espèce se rencontre au Honduras et au Nicaragua.

## Description
Le mâle holotype mesure 1,31 mm et la femelle paratype 1,37 mm.

## Étymologie
Cette espèce est nommée en l'honneur de Carlos Víquez.

## Publication originale
- Platnick & Dupérré, 2009 : The American goblin spiders of the new genus Escaphiella (Araneae, Oonopidae). Bulletin of the American Museum of Natural History, no 328, p. 1-151 (texte intégral).